# Burg von Gjirokastra
Die Burg von Gjirokastra (albanisch Kalaja e Gjirokastrës) ist eine Höhenburg in der südalbanischen Stadt Gjirokastra. Während der osmanischen Herrschaft wurde die Stadt mit Ergiri bezeichnet, während die Griechen sie Argyrokastro nannten – ein Name, der auch auf die Burg Bezug nahm. Im Wesentlichen entstammt das Bauwerk osmanischer Zeit.
Die Festung dominiert die Stadt und überblickt die strategisch wichtige Route entlang des Flusstals des Drino. Der Burghügel erreicht eine Höhe von mindestens 360 m ü. A..

## Lage und Bauten

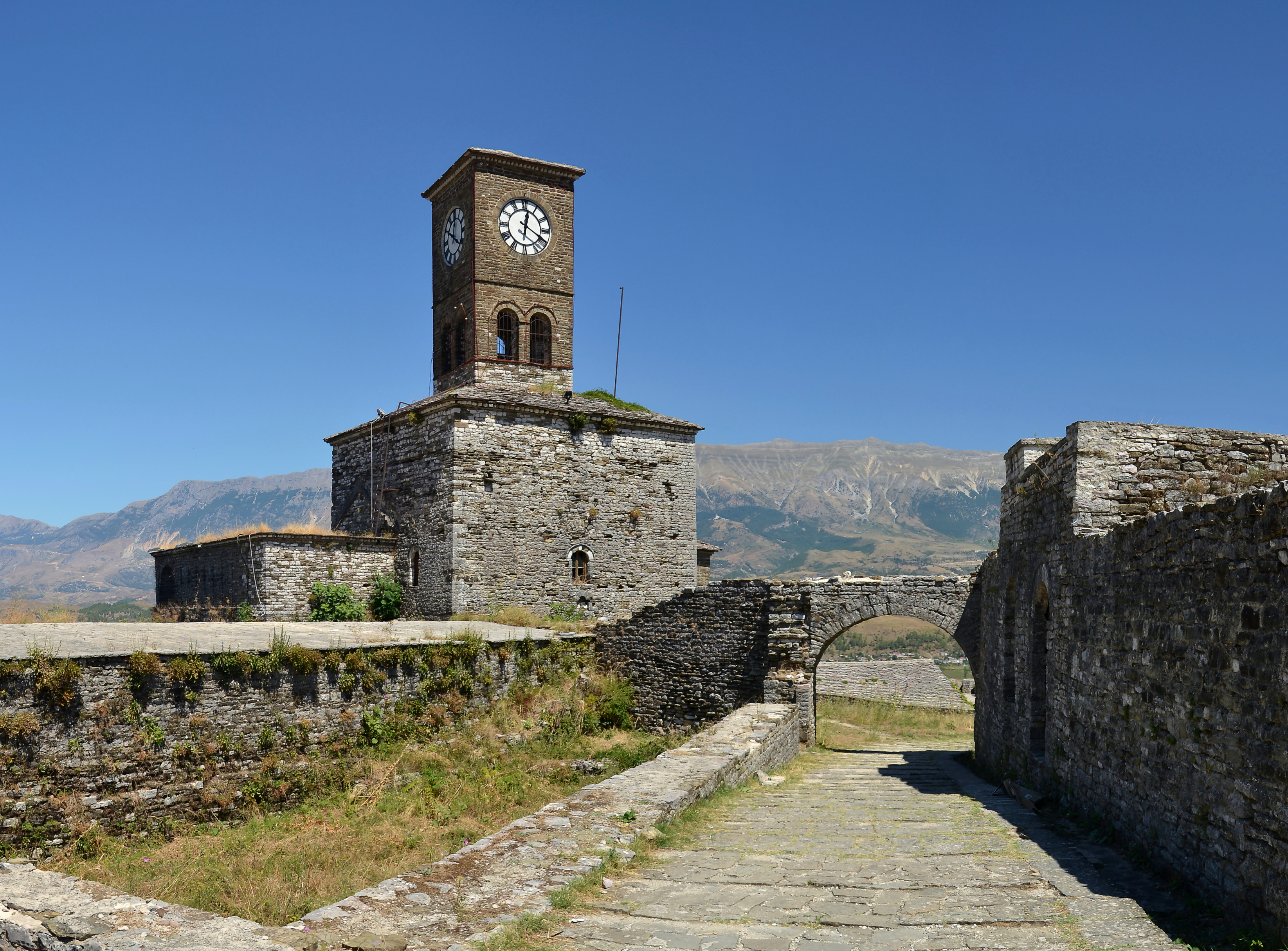
Uhrturm über dem östlichen Tor

Die Burg liegt im oberen Bereich eines rund einen Kilometer langen, schmalen Hügelrückens am Osthang des Mali i Gjerë, der sich rund 200 Meter über dem flachen Boden des Tals des Drino erhebt und bis in die Ebene hinunterzieht. Der Hügelzug fällt zwar nach Süden und Norden steil ab, mangels felsigem Gelände mussten aber trotzdem hohe Verteidigungsmauern errichtet werden. Die befestigte Anlage ist 500 Meter lang und bis zu maximal 90 Meter breit. An der engsten Stelle übersteigt die Breite kaum zehn Meter.

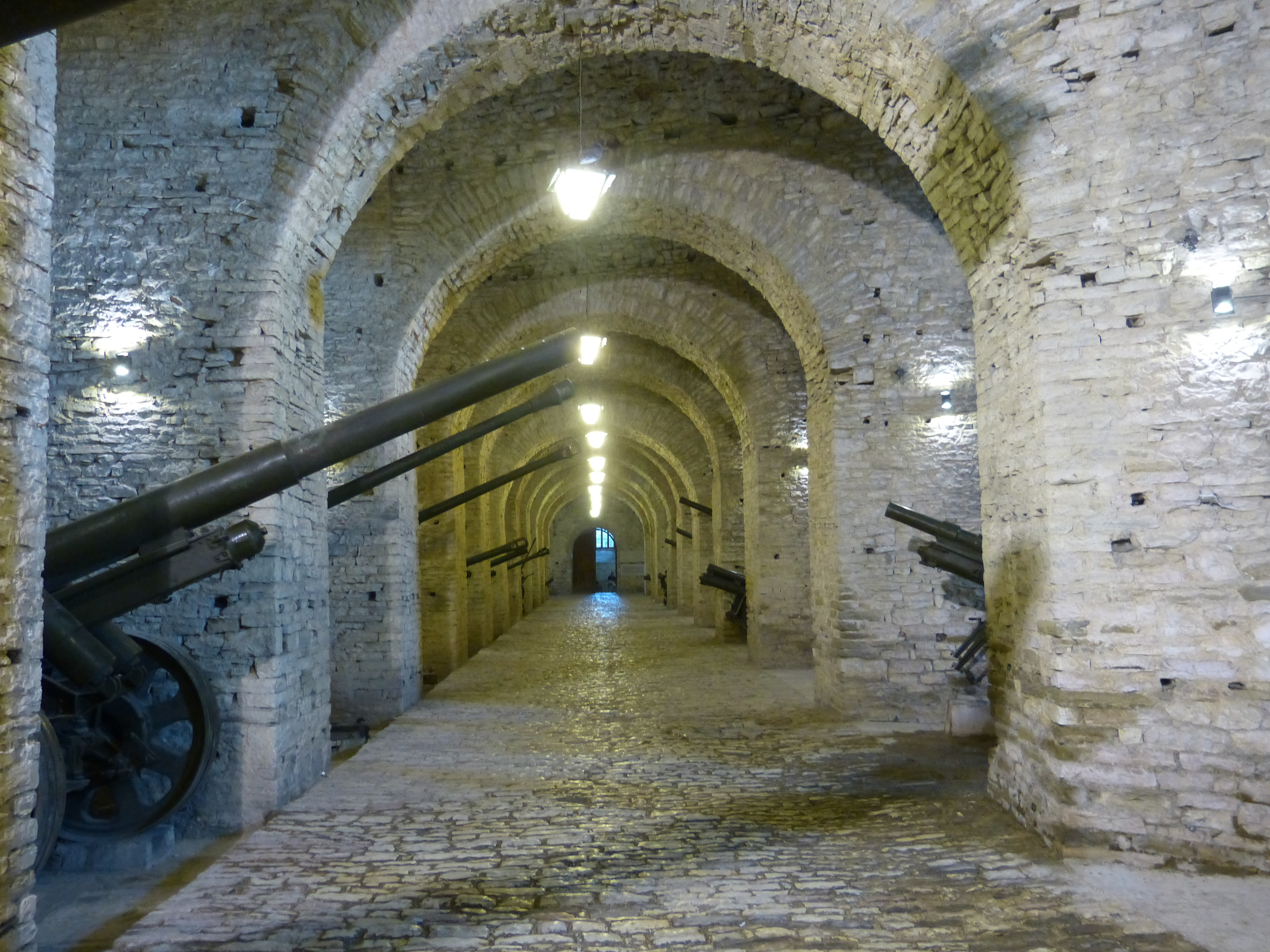
Kasematten mit Ausstellungsstücken des Waffenmuseums

Die Anlage lässt sich grob in vier Abschnitte teilen. Das westliche Viertel ist recht schmal mit Gewölben, die nach 1811 erbaut wurden, und ein schmaler Garten mit einer Bektaschi-Türbe, die die Gräber von zwei Babas aus dem 16. und 17. Jahrhundert enthält.:44 Das nächste Drittel enthält die zentralen Bauten mit dem Haupteingang sowie das ehemalige Gefängnis. Das nächste Drittel enthält weite offene Flächen, die heute als Festivalbühne – und Zuschauerraum – genutzt werden und unter denen sich große Zisternen befinden.:49 Ganz im Osten der Burg befindet sich eine Bastion und ein weiterer Zugang, darüber der Uhrturm der Stadt aus dem 19. Jahrhundert.:50 f. Der Turmaufbau mit der Uhr ist hingegen neuer: Er wurde erst in den Jahren 1966/67 erstellt.
Die Burg verfügt über sieben Türme. Früher war es möglich, über die ganze Länge der Burg durch Gewölbe zu gehen. Ein drittes Tor befand sich auf der Südseite, dem Haupteingang gegenüber.:44

## Geschichte
Der Hügel wurde schon in der Steinzeit (8. – 7. Jahrhundert v. Chr.) bewohnt und im 5. Jahrhundert v. Chr. oder im Hellenismus erstmals befestigt. Ausgrabungen von 2025 brachten Reste eines Turms aus dieser Zeit zutage. Im 12./13. Jahrhundert bestand eine Befestigung mit mehreren Türmen. Damals stand die Region unter der Herrschaft der Zenebisi. Sie konnten die Burg 1417 einen Sommer lang gegen die osmanische Armee halten. Im folgenden Jahr übergaben sie die Festung aber den Osmanen. Nach der Eroberung Albaniens durch die Osmanen wurde die Festung erneuert und unter Bayezid II. erweitert, der auch eine erste Moschee erbauen ließ. Über die Jahrhunderte wuchs die Burg weiter.:42
Die ursprünglich bewohnte Festungsanlage, die Ausgangspunkt für die Entwicklung und Namensgeberin für die Stadt war, dehnte sich im 15. Jahrhundert in die Vorstadt (Varosh) auf dem östlichen Ausläufer des Hügels aus.:26 Çelebi berichtete noch 1670 von 200 mehrstöckigen Steinhäusern und einer Moschee innerhalb der Burg.

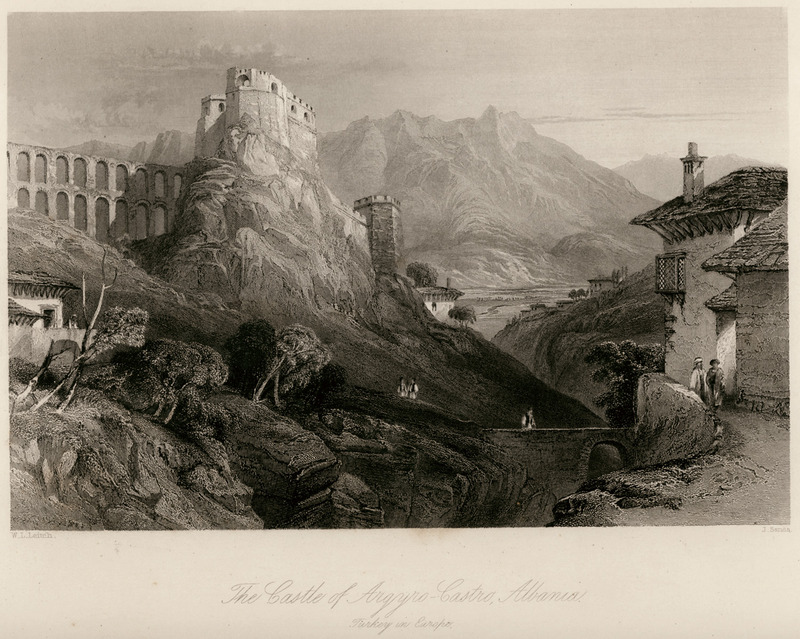
Historische Ansicht von 1936 mit dem zur Burg führenden Aquädukt am linken Bildrand

Die heutige Burg ist geprägt vom Neubau mit Erweiterungen im Westen und Osten, der Ali Pascha von Janina in den Jahren 1811/12 in anderthalb Jahren umsetzen ließ.:43 Unter ihm wurde auch eine rund zehn Kilometer lange Wasserleitung errichtete, die am Schluss über einen Aquädukt (in den 1930er Jahren komplett abgebrochen) Wasser in die Zisternen der Burg führte.:43 Eine Brücke der Wasserleitung steht noch heute oberhalb der Stadt.:44
Das Gefängnis auf der Burg von Gjirokastra wurde 1932 unter König Zogu eingerichtet, wurde im Zweiten Weltkrieg von den italienischen und deutschen Besatzern genutzt und beherbergte politische Gefangene während des kommunistischen Regimes, bis es 1968 geschlossen wurde.:46
Seit 1968 wird alle vier bis fünf Jahre auf der Burg das Nationale Folklorefestival abgehalten. Seit 1971 beherbergt die Burg in den Kasematten das „Nationale Waffenmuseum“ und seit 2012 das „Gjirokastra-Museum“ zur Geschichte von Stadt und Region.:45 Das Militärmuseum zeigt alte Kanonen, Panzerwagen und erbeutete Artillerie sowie Erinnerungsstücken an den kommunistischen Widerstand gegen die deutsche Besatzung im Zweiten Weltkrieg. Eine besondere Attraktion sind die Reste einer Lockheed T-33 der Luftwaffe der Vereinigten Staaten, die 1957 in Kuçova notlanden musste.:48

## Tourismus
| Zeitraum          | Besucher |
| Januar – Mai 2017 | 4.700    |
| Januar – Mai 2018 | +10.000  |

Die Burg steht wie die ganze Altstadt von Gjirokastra als Weltkulturerbe unter dem Schutz der UNESCO.
Sie ist für Besucher geöffnet und war in den letzten Jahren ein bedeutendes Ziel für Touristen. Sie wurde von Januar bis Mai 2018 von über 10.000 albanischen und ausländischen Touristen besucht. Dies war mehr als das Doppelte der Besucher aus dem gleichen Zeitraum des Vorjahres mit 4.700 Besuchern.